# Музички критичар
Музички критичар је стручњак који анализира, тумачи и вреднује музичка дела, извођења (концерте, оперске представе), снимке или музичке трендове, и своје судове јавно износи, најчешће у писаној форми. Музичка критика је област која захтева познавање музике, способност аналитичког и критичког мишљења, као и вештину јасног и аргументованог писменог или усменог изражавања.

## Дефиниција и улога
Музички критичар има задатак да информише и едукује публику, пружи повратну информацију уметницима и допринесе укупном разумевању и вредновању музике у културном контексту. Улога музичког критичара може бити вишеструка:
- Информативна: Обавештава јавност о актуелним музичким догађајима, новим издањима или композицијама.
- Аналитичка: Рашчлањује музичко дело или извођење на његове компоненте (мелодију, хармонију, ритам, форму, интерпретацију, техничку изведбу, продукцију) и објашњава њихове међусобне односе.[4]
- Евалуативна (вредносна): Доноси суд о квалитету и значају музичког дела или извођења, постављајући га у одређени уметнички, историјски или друштвени контекст.[2]
- Едукативна: Помаже публици да развије критеријуме за слушање и разумевање музике, проширује знања о музичким стиловима, епохама и ауторима.
- Документарна: Својим записима ствара трајни траг о музичком животу одређеног времена и простора.

## Области деловања
Музички критичари могу бити специјализовани за различите музичке жанрове и области:
- Класична музика: Укључујући симфонијску музику, камерну музику, оперу, балетску музику, соло реситале.
- Џез
- Популарни жанрови: Као што су рок, поп, електронска музика, хип хоп, фолк и други.
- Традиционална (народна) музика

Критичари могу пратити и оцењивати концерте уживо, студијске или концертне снимке (албуме), нове композиције, музичке фестивале и друге музичке манифестације.

## Методе и приступи
При писању музичке критике, критичар обично користи неколико елемената:
- Опис: Представљање основних информација о делу, извођачима, догађају.
- Анализа: Стручно рашчлањивање музичких аспеката, стила, технике (композиција, продукција, извођење).
- Интерпретација: Тумачење значења, емотивног садржаја, уметничке намере, тема и текстова (ако постоје).
- Евалуација: Доношење образложеног суда о вредности и успеху.

Иако је субјективни доживљај део критичарског приступа, тежи се ка објективности која се заснива на аргументацији, познавању материје и широј културној информисаности. Контекстуализација дела унутар историјских, друштвених и уметничких оквира је такође важан део критичарског поступка.

## Медији и платформе
Музичка критика се објављује у различитим медијима:
- Дневне новине и недељникци
- Специјализовани часописи за музику или културу
- Научни часописи (музиколошки, театролошки)
- Радио и телевизијске емисије
- Интернет портали, веб-сајтови и блогови посвећени музици

## Потребне вештине и знања
За успешно бављење музичком критиком, пожељне су следеће вештине и знања:
- Темељно познавање теорије музике, историје музике и музичких жанрова.
- Развијен слух и способност пажљивог и аналитичког слушања.
- Одличне вештине писменог изражавања, јасноћа, прецизност и аргументованост.
- Способност критичког размишљања и формирања независних судова.
- Широко опште образовање и познавање ширег културног и уметничког контекста.
- Објективност и етичност у приступу.

Иако формално образовање из области музикологије или музичке теорије може бити од велике користи, неки успешни критичари долазе и из других области, попут новинарства или књижевности, уз дубоко лично познавање и љубав према музици.

## Историјски развој музичке критике
Музичка критика као формализована делатност почиње да се развија паралелно са развојем грађанског друштва, концертне праксе и музичке штампе, нарочито током 18. и 19. века у Европи. У том периоду, неки композитори су и сами писали значајне критичке осврте; на пример, Роберт Шуман је основао и уређивао "Нови часопис за музику" (Neue Zeitschrift für Musik), а Хектор Берлиоз је такође био плодан писац и музички критичар, пишући за више часописа. Током 20. века и касније, са појавом нових медија и ширењем музичких жанрова, музичка критика се даље развијала и диверсификовала.

## Значај и утицај
Музички критичари могу имати значајан утицај на:
- Публику: Усмеравају пажњу на одређена дела и извођаче, помажу у формирању музичког укуса и разумевању музике.
- Уметнике: Пружају повратну информацију која може бити подстицајна или корективна; позитивне критике могу допринети афирмацији уметника.
- Музички живот: Доприносе виталности музичке сцене, подстичу дебату и дијалог о уметничким вредностима.
- Документовање историје: Критички осврти постају део историјске грађе о музичком животу једног доба.

## Етичка питања и изазови
Као и у другим облицима критике, и музички критичари се суочавају са етичким питањима и изазовима, као што су:
- Одржавање објективности и избегавање сукоба интереса.
- Утицај личних преференција.
- Притисци тржишта, издавачких кућа или промотера.
- Одговорност према уметницима и публици.
- Прилагођавање новим медијским форматима и брзини информисања у дигиталном добу.